# Mussaenda dolichocarpa
Mussaenda dolichocarpa là một loài thực vật có hoa trong họ Thiến thảo. Loài này được (Lauterb. & K.Schum.) Rech. mô tả khoa học đầu tiên năm 1913.